# Linarolo
Linarolo là một đô thị ở tỉnh Pavia trong vùng Lombardia của Ý, có cự ly khoảng 35 km về phía nam của Milan và khoảng 9 km về phía đông của Pavia. Tại thời điểm ngày 31 tháng 12 năm 2004, đô thị này có dân số 2.200 người và diện tích là 12,3 km².
Đô thị Linarolo có các frazioni (các đơn vị trực thuộc, chủ yếu là các làng) San Leonardo and Vaccarizza.
Linarolo giáp các đô thị sau: Albaredo Arnaboldi, Albuzzano, Belgioioso, Mezzanino, Travacò Siccomario, Valle Salimbene.